# 霞丘町
霞丘町（日语：／ Kasumigaoka-machi */?）是東京都新宿區的地名、町名。已實施住居表示，未設定「丁目」。人口380人（2013年8月1日）。郵遞區號160-0013。

## 地理
位於新宿區最南部，明治神宮外苑占據大部分的町域。町域北部與新宿區大京町、信濃町之間以JR中央線路廊為界，東北部鄰新宿區南元町東、南的神宮外苑内是與港區間的區境，接港區北青山，西鄰澀谷區神宮前與千駄谷。
町域主要部分是明治神宮外苑與都立明治公園，明治神宮外苑内的國立霞丘競技場、明治神宮棒球場、聖德紀念繪畫館等屬本町町域，而南邊的秩父宮橄欖球場與銀杏並木大道附近屬港區北青山。
町域西南部是都營霞丘公寓（霞丘團地）。

## 歷史
過去寫作「霞岳町」（讀音與現在相同），2003年實施住居表示，舊霞岳町大部分區域改為霞丘町。現在信濃町站前派出所附近有一部分區劃未實施住居表示，仍稱為「霞岳町」。

### 町名的變遷
- 江戶時代 - 千駄谷谷町一丁目～三丁目，千駄谷甲賀町
- 1872年5月 - 千駄谷谷町一丁目～三丁目改為千駄谷町一丁目～三丁目。
- 1878年11月 - 郡區町村編制法施行，屬四谷區。
- 1879年4月 - 千駄谷町一丁目～三丁目、千駄谷甲賀町編入南豐島郡千駄谷村，字霞岳、川向、甲賀町。
- 1889年5月 - 市制施行，東京市四谷區成立，千駄谷村字霞岳、川向、甲賀町編入四谷區，稱為四谷霞岳町。
- 1911年5月 - 四谷霞岳町改稱霞岳町。
- 2003年9月 - 住居表示實施，霞岳町大部分區域與南元町部分區域合併為霞丘町。此外，四谷警察署信濃町派出所（霞岳町無番地）所在地仍稱「霞岳町」。

### 地名由來

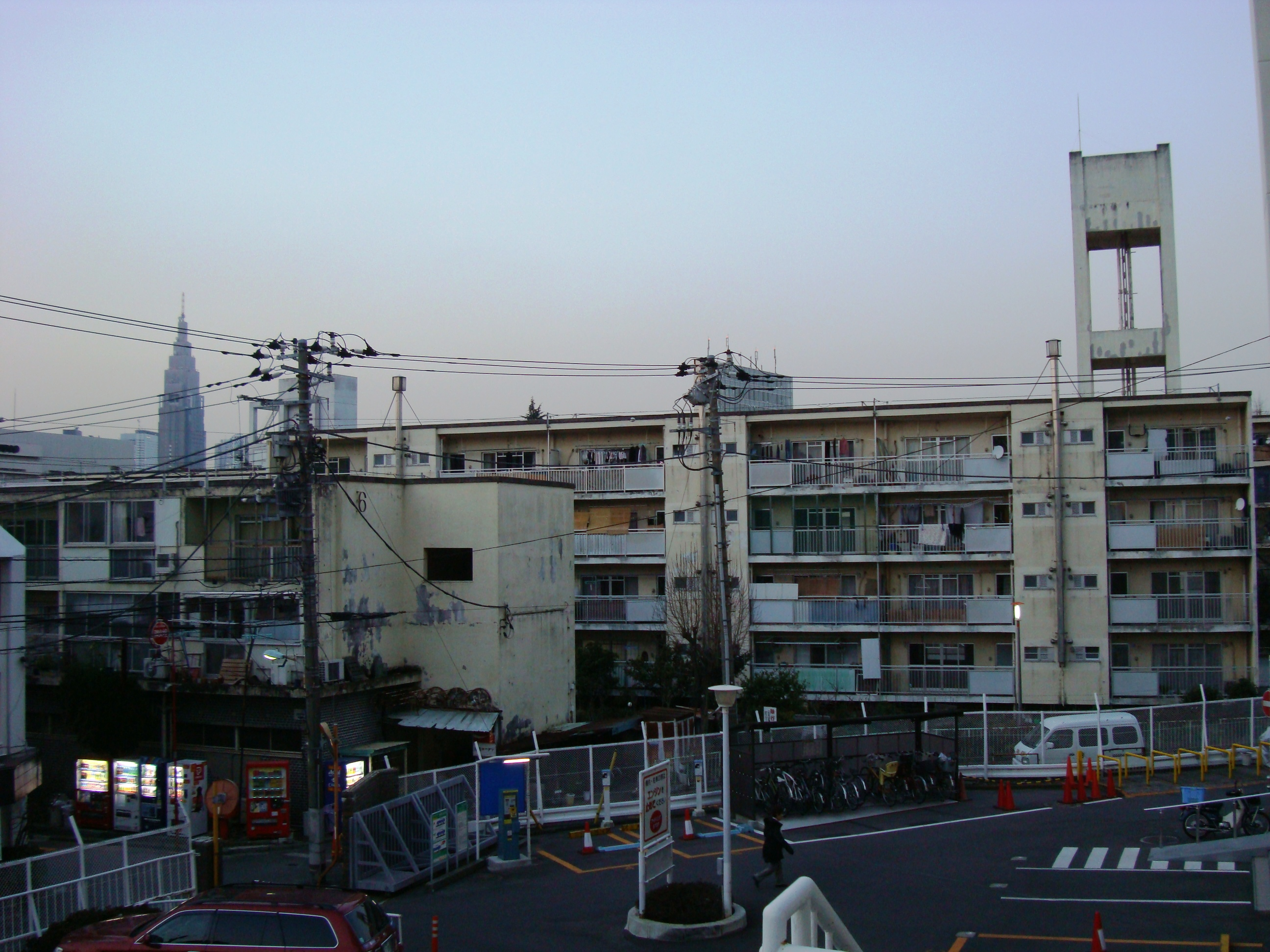
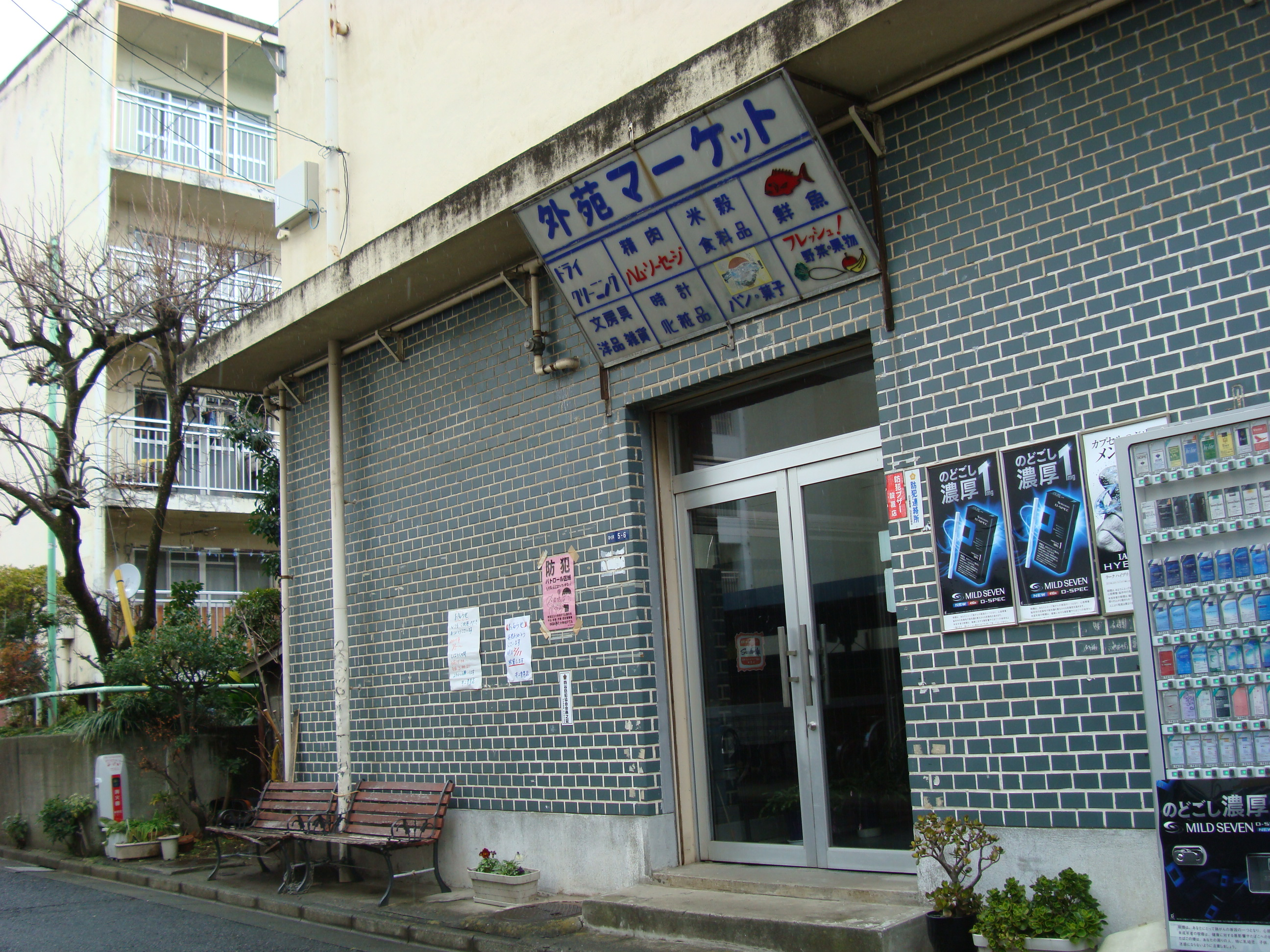
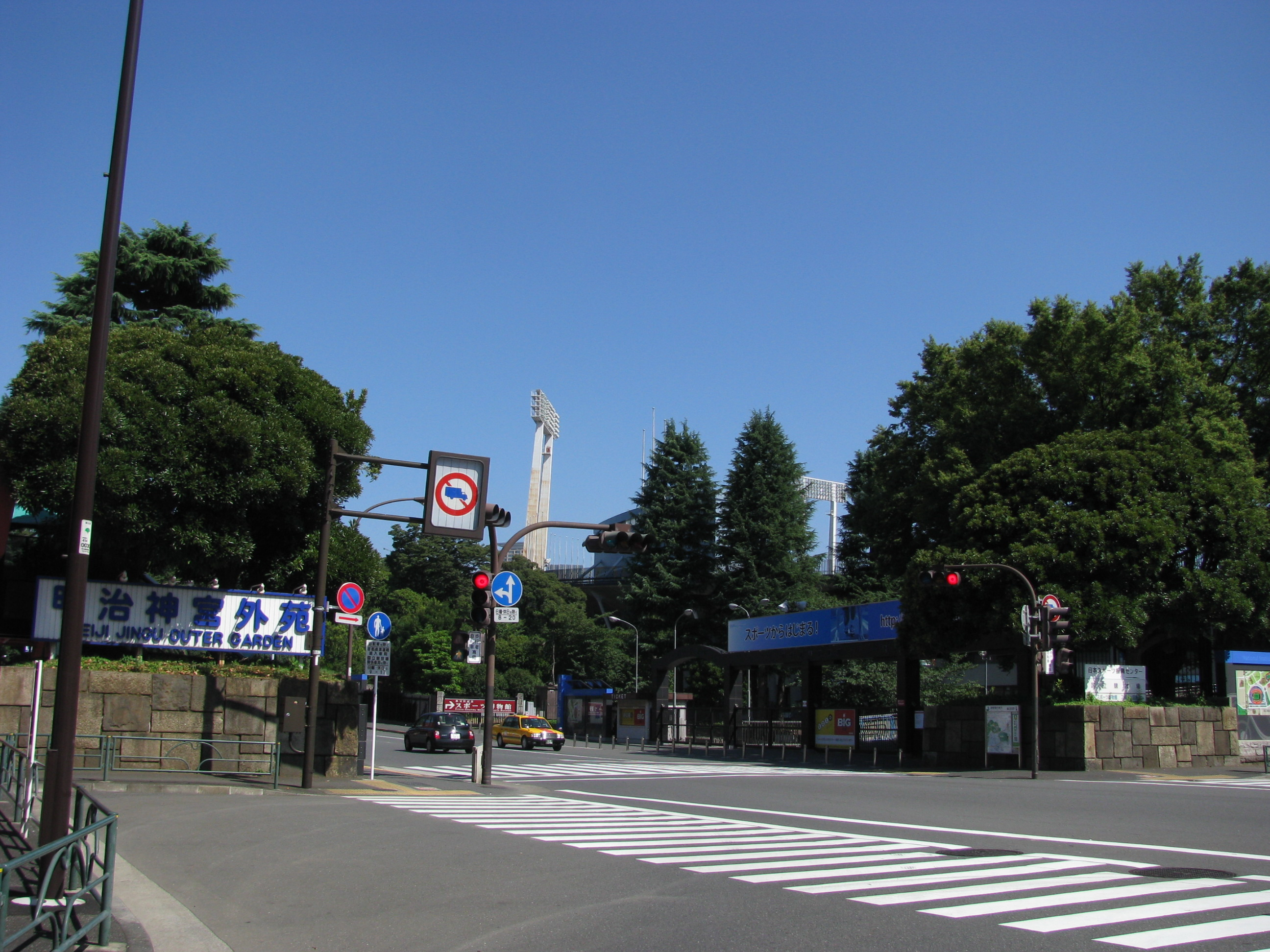

古時，千駄谷村北部俗稱「霞村」。

## 交通
町內有都營地下鐵大江戶線國立競技場站，也可利用不遠的中央、總武緩行線信濃町站、千駄谷站。

## 主要設施
- 明治神宮外苑
- 日本青年館
- 都立明治公園
- 都營霞丘公寓

## 備註
1. ↑  .   [2013-08-09]. （原始内容存档于2014-08-19）.